# CS Inter Gaz București
Intergaz București a fost un club de fotbal din România înființat în anul 1994 și desființat în anul 2009. A fost rezultatul unei fuziuni între AS Glina (fostă Mecos București), aflată în acel moment în Divizia Onoare, și Gaz Metan București, aflată la Sector.
În vara anului 1997, antrenată de Nicolae Dumitru, Inter Gaz a câștigat seria din care a participat la Campionatul Municipal București și a jucat play-off-ul cu câștigătoarea celeilalte serii bucureștene, Antilopa București, promovând în Divizia C după 4–1 pe Stadionul Rocar.

## Foști jucători
- Daniel Vlădescu
- Costel Ciocârlan
- Cristian Vasc
- Dumitru Ene
- Laurențiu Vanea
- Daniel Jilavu
- Cătălin Plăcintă
- Constantin Mustață

- Sorin Bucuroaia
- Radu Cozma
- Mihai Barbu
- George Barbu
- Florin Daniel Pancovici
- Marius Mihai Coporan
- Marius Florin Bănuță
- Adrian Petre
- Cristian Vlad
- Cristian Tănasă
- Cristian Niță
- Alexandru Radu
- Florin Popa
- Florin Stan
- Cosmin Gheorghiță
- Alin Mircea Savu
- Florin Anghel
- Virgil Lăscărache
- Roșca Cristian
- Eduard Nicola
- Marian Damaschin
- Gabriel Mărgărit
- Gabriel Băcneanu
- Vasile Toader
- Gică Toader
- Andrei Toader
- Ștefan Stere
- Valeriu Andronic
- Tudor Mihail
- Augustin Chiriță
- Cristi Munteanu
- Cosmin Cristian Ursu
- Ionuț Voicu
- Daniel Novac
- Sergiu Cosmin Bar
- Bobby Gheorghiță Verdeș
- Florin Boiciuc
- Emilian Hulubei
- Marius Humelnicu
- Dorel Ghirie
- Cosmin Mocanu
- Constantin Bârsan
- Cristian Teacă
- Bogdan Ciugulea
- Robert Panduru
- Daniel Dorel Bănaru
- Robert Tufiși
- Răzvan Laurențiu Domnișoru
- Ciprian Alexandru Iliescu
- Marius Ștefan Rusu
- Valentin Nicolae Funieru
- Marius Mădălin Oae
- Andrei Bogdan Ciugulea
- Bogdan Alexandru Nicu
- Cătălin Ionuț Manea
- Adrian Ionel Stoean
- Adrian Victor Maricuta
- Ionuț Curcă

## Foști antrenori
- Marius Lăcătuș
- Victor Rosca
- Nica Cornel
- Secunzi-  Nita Ilie, Mircea Savu, Dumitru Catalin.